# ボビー・ジュリック
ボビー・ジュリック（Bobby Julich、1971年11月18日- ）は、アメリカ合衆国、コーパスクリスティ出身の元自転車競技選手。ボビー・ジュリッチとも表記される。

## 経歴
本名はロバート・ジュリック（Robert Julich）という。
1992年にプロ転向。1995年～1996年のモトローラ、1997年のコフィディス在籍時代にはランス・アームストロングとチームを共にした。ただし、ランス・アームストロングはジュリックをライバル視し、ひどく嫌っていたという。
1996年
- ブエルタ・ア・エスパーニャ 総合9位。

1997年
- ツール・ド・フランス 総合17位。

1998年
- クリテリウム・アンテルナシオナル 総合優勝
- ツール・ド・フランスでは個人タイムトライアル、アルプス越えステージで快走を演じ、総合3位と健闘した。

2001年
- ツール・ド・フランスでは個人タイムトライアルのステージとなる第5ステージを制してツールでの区間初勝利を挙げ、総合18位となった。

2004年
- チームCSC（チームCSC-サクソバンク）に移籍。
- アテネオリンピックの個人タイムトライアルに出場し銅メダルを獲得したが、後述の通り、後に銀メダルに格上げされることになった[2]。

2005年
- 当年より開始されたUCIプロツアーの最初の対象レースとなったパリ〜ニースで総合優勝
- 当年が第1回の開催となり、プロツアー対象レースでもあるエネコ・ツアーでも総合優勝を飾った。
- クリテリム・アンテルナシオナルでも総合優勝を果たした。

2006年
- チームタイムトライアル・アイントホーフェンでチームCSCの優勝に貢献。
- ジロ・デ・イタリア第5ステージに組まれたチームタイムトライアルでも同チームの区間優勝に貢献。

2008年シーズンを最後に引退。
2012年
- 8月10日、IOCは、2004年のアテネオリンピックの個人タイムトライアルにおけるタイラー・ハミルトンの優勝記録を取り消すことを決し、これに伴い、ヴィアチェスラフ・エキモフ（ロシア）を金、ジュリック（アメリカ）を銀、マイケル・ロジャース（オーストラリア）を銅の各メダル獲得認定者とすることになった[3][2]。
- 10月25日、現役時代の1996年8月から1998年の7月までの間、エリスロポエチン(EPO)を複数回使用していたことを告白[4]。これに伴い、2011年シーズンより務めてきたチーム・スカイの現場指導者を辞任。